# Cratoptera vilaria
Cratoptera vilaria là một loài bướm đêm trong họ Geometridae.